# Чернышевское сельское поселение (Приморский край)
Чернышёвское се́льское поселе́ние — сельское поселение в Анучинском районе Приморского края.
Административный центр — село Чернышёвка.

## История
Статус и границы сельского поселения установлены законом Приморского края от 6 декабря 2004 года № 177-КЗ «Об Анучинском муниципальном районе»

## Население
| 2001  | 2010  | 2011  | 2012  | 2013  | 2014  | 2015  |
| ----- | ----- | ----- | ----- | ----- | ----- | ----- |
| 3703  | ↘3678 | ↘3667 | ↘3606 | ↘3544 | ↘3474 | ↘3414 |
| 2016  | 2017  | 2018  | 2019  |       |       |       |
| ↗3489 | ↘3468 | ↗3474 | ↘3415 |       |       |       |

## Состав сельского поселения
В состав сельского поселения входят 4 населённых пункта:
| № | Населённый пункт | Тип населённого пункта       | Население |
| - | ---------------- | ---------------------------- | --------- |
| 1 | Корниловка       | село                         | ↘256      |
| 2 | Новотроицкое     | село                         | ↘198      |
| 3 | Тихоречное       | село                         | ↘355      |
| 4 | Чернышёвка       | село, административный центр | ↘2221     |

## Местное самоуправление
Администрация
Адрес: 692320, с. Чернышёвка, Партизанская ул., 15. Телефон: 8 (42362) 95-1-00
Глава администрации
- Орлов Алексей Владимирович